# Хонеккер, Эрих
Э́рих Эрнст Па́уль Хо́неккер (нем. Erich Ernst Paul Honecker; 25 августа 1912, Нойнкирхен — 29 мая 1994, Сантьяго) — немецкий государственный и политический деятель. На протяжении 18 лет занимал высшие государственные и партийные должности Германской Демократической Республики. С 3 мая 1971 года по 18 октября 1989 года являлся первым (впоследствии — генеральным) секретарём Центрального комитета СЕПГ. Дважды Герой ГДР (1982, 1987), Герой Труда ГДР (1962), Герой Советского Союза (1982).
До Второй мировой войны Эрих Хонеккер являлся ответственным работником Коммунистической партии Германии и при национал-социалистах был приговорён судом к десяти годам тюремного заключения, откуда был освобожден войсками антигитлеровской коалиции в апреле 1945. Основал Союз свободной немецкой молодёжи и в 1946—1955 годах являлся его председателем. В должности секретаря по безопасности ЦК СЕПГ являлся одним из организаторов строительства Берлинской стены и нёс ответственность за применение огнестрельного оружия в отношении лиц, пытавшихся нелегально пересечь внутригерманскую границу. В течение длительного времени занимал должности генерального секретаря ЦК СЕПГ, председателя Государственного совета ГДР и председателя Национального совета обороны ГДР. К крупным успехам Эриха Хонеккера относится международное признание ГДР и вступление страны в ООН в 1973 году.
В конце 1980-х годов как экономическая ситуация и отношения с Советским Союзом, так и внутриполитическое положение ГДР существенно ухудшились. Хонеккер выступал с оппозицией по отношению к проводимой Михаилом Горбачёвым перестройке в СССР и других странах Варшавского договора. В сентябре 1987 года Хонеккер побывал с государственным визитом в Федеративной Республике Германии, в рамках которого его принимал в Бонне на официальном уровне федеральный канцлер Гельмут Коль. 18 октября 1989 года тяжелобольной Хонеккер, под давлением Политбюро ЦК СЕПГ, был вынужден подать в отставку. В 1992 году в Берлине Эрих Хонеккер предстал перед судом по делу о нарушениях прав человека в ГДР, процесс был прекращён в связи с болезнью обвиняемого. Хонеккер незамедлительно выехал к семье в Чили, где умер в мае 1994 года.

## Биография

### Детство и юность
Вильгельм Хонеккер (1881—1969), отец Эриха, был шахтёром и в 1905 году женился на Каролине Катарине Вайденхоф (1883—1963). В семье родилось шестеро детей: Катарина (Кете, 1906—1925), Вильгельм (Вилли, 1907—1944, погиб в Чопленах, Молдавия), Фрида (1909—1974), Эрих, Гертруда (1917—2010, в замужестве Гопштедтер) и Карл-Роберт (1923—1947).

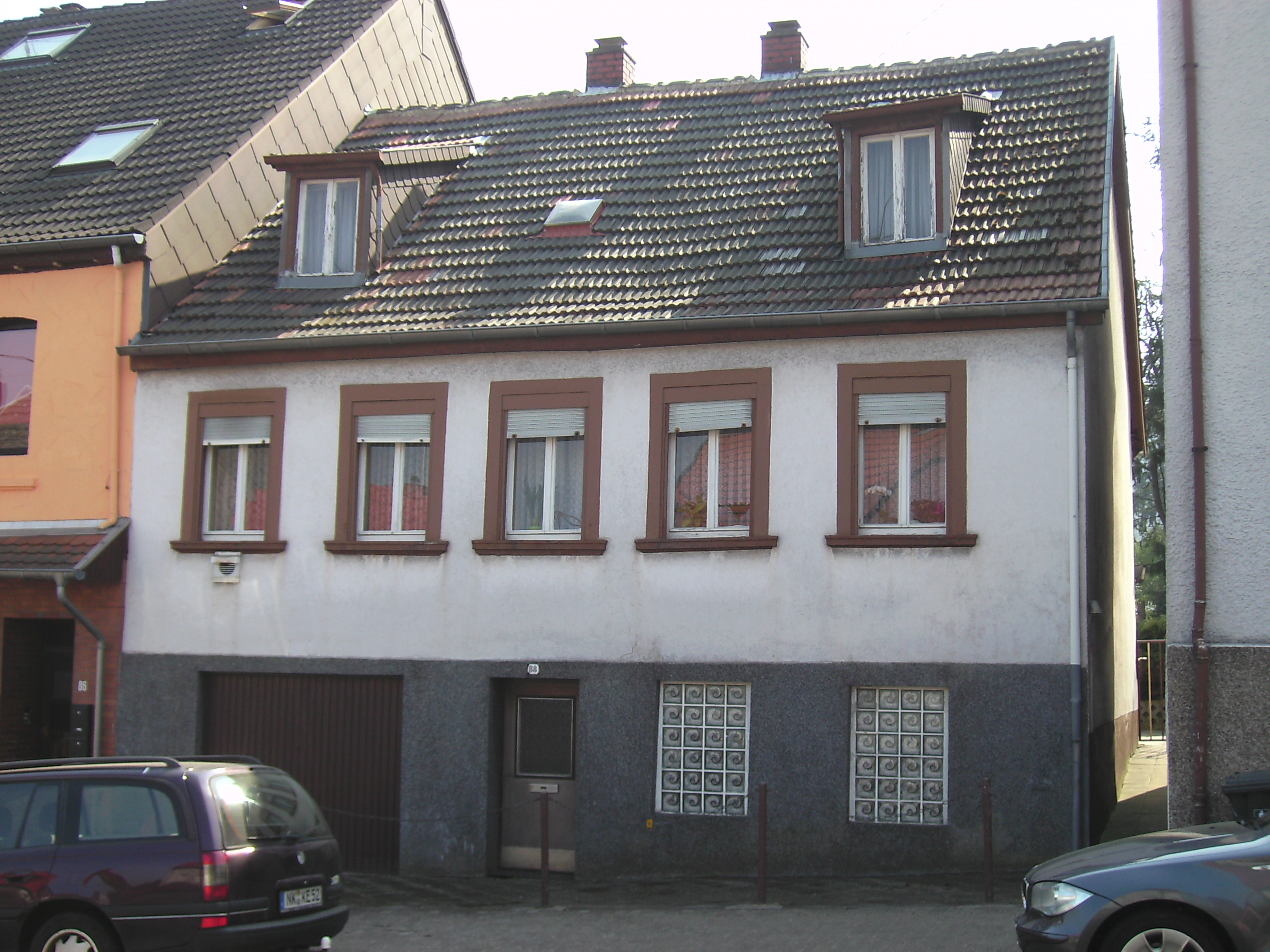
Родительский дом Эриха Хонеккера по улице Кухенбергштрассе в Нойнкирхене

Эрих Хонеккер родился 25 августа 1912 года в саарском Нойнкирхене на улице Макс-Браун-штрассе. Вскоре семья переехала в Вибельскирхен, ныне район Нойнкирхена, в дом по адресу: Кухенбергштрассе, 88.
В десятилетнем возрасте летом 1922 года он вступил в детскую коммунистическую группу в Вибельскирхене, в 14 лет стал членом Коммунистического союза молодёжи Германии. В 1928 году избран руководителем местной ячейки комсомольской организации, считался хорошим докладчиком. В 1930 году в 17 лет вступил в Коммунистическую партию Германии.
По окончании школы ему не удалось сразу определиться с дальнейшим образованием, и он в течение двух лет работает в крестьянском хозяйстве в Померании. В 1928 году вернулся в Вибельскирхен, учился у дяди на кровельщика, но прервал это занятие, будучи в 1930 году по комсомольской путёвке направлен в СССР на учёбу в Международную ленинскую школу в Москве. Принимал участие в строительстве Магнитогорского металлургического комбината в составе интернациональных рабочих бригад.

### Начало политической деятельности и участие в сопротивлении национал-социализму
С 1930 года Хонеккер состоял в КПГ. Его политическим наставником стал Отто Нибергаль, позднее избиравшийся депутатом в рейхстаг от КПГ. Вернувшись из Москвы, Хонеккер был избран руководителем окружной комсомольской организации в Сааре. После прихода к власти национал-социалистов Коммунистическая партия Германии находилась на нелегальном положении, но Саар находился под мандатом Лиги Наций и не входил в состав Германии. Хонеккер некоторое время находился под арестом в Германии и был отпущен на свободу. В 1934 году он вернулся в Саар и работал вместе с Иоганнесом Гофманом в кампании против вхождения Саара в состав Германии. В 1934—1935 годах Хонеккер участвовал в антифашистской деятельности и находился в тесной взаимосвязи с тогда членом КПГ, а впоследствии СДПГ Гербертом Венером. По результатам плебисцита, проведённого 13 января 1935 года, Саар присоединился к Германии, и молодой партийный работник бежал во Францию.
Под именем Мартен Тяден 28 августа 1935 года Эрих Хонеккер нелегально прибыл в Берлин с печатным станком в багаже и вновь включился в антифашистскую борьбу. В декабре 1935 года Хонеккер был арестован гестапо и помещён на предварительное заключение в берлинскую тюрьму Моабит. В июне 1937 года Хонеккер был приговорён к десяти годам тюремного заключения и отбывал наказание в Бранденбургской тюрьме. Весной 1945 года за хорошее поведение Хонеккер был отправлен на строительные работы в берлинской женской тюрьме на улице Барнимштрассе. 6 марта 1945 года во время авианалёта Хонеккеру удалось бежать и спрятаться в квартире одной из тюремных надзирательниц. Через несколько дней по её совету Хонеккер вернулся в тюрьму. Надзирательнице и начальнику строительной команды удалось скрыть факт побега перед гестапо, и Хонеккера вернули в Бранденбург. 27 апреля после освобождения тюрьмы Красной армией Хонеккер направился в Берлин. Побег Хонеккера, не согласованный с товарищами в тюрьме, его исчезновение в Берлине, возвращение и его отсутствие в рядах освобождённых коммунистов, отправившихся сразу на Берлин, как и связь с тюремной надзирательницей привели в будущем к сложностям в отношениях Хонеккера с товарищами по партии и по тюрьме. В своих воспоминаниях и интервью Хонеккер излагал иную версию произошедших событий, согласно которой он был освобождён советскими солдатами в апреле 1945 года.

### Послевоенный период

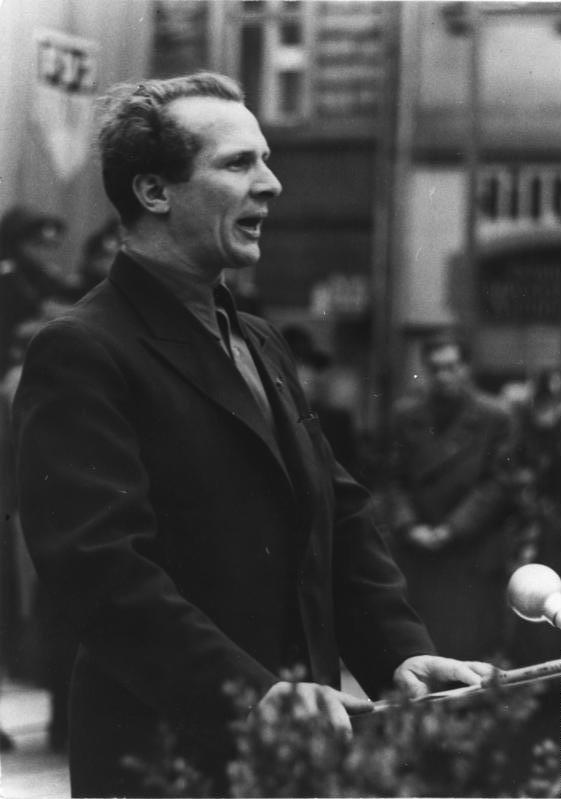
Хонеккер на встрече молодёжи трёх стран. Циттау. 1950

По окончании войны Хонеккер был назначен секретарём по делам молодёжи в КПГ и председателем Центрального антифашистского молодёжного комитета. В мае 1945 года Ганс Мале, прибывший из СССР в составе первой группы Ульбрихта, случайно «открыл» Хонеккера и подключил его к работе группы. Вальдемар Шмидт познакомил Хонеккера с Вальтером Ульбрихтом. До начала лета решение в отношении дальнейшей работы Хонеккера не было принято, поскольку на него было наложено строгое взыскание по партийной линии. Обсуждался и его побег из тюрьмы в начале 1945 года. В 1946 году Хонеккер выступил одним из учредителей Союза свободной немецкой молодёжи, был избран его председателем и занимал эту должность до 1955 года. После объединения СДПГ и КПГ Хонеккер являлся членом СЕПГ с апреля 1946 года.

### Карьера в ГДР

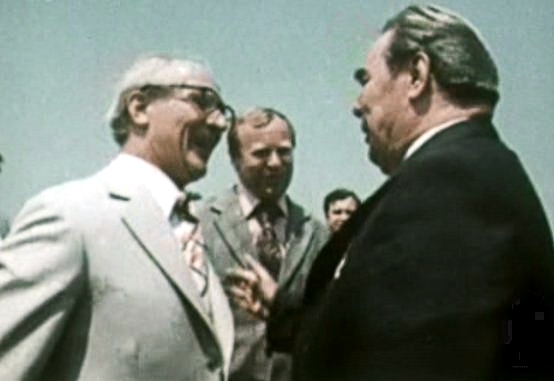
Эрих Хонеккер и Л. И. Брежнев

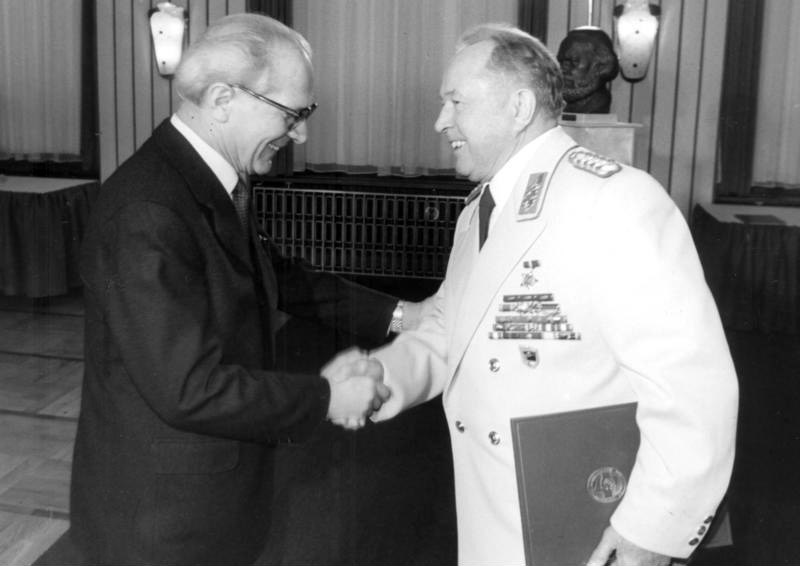
Эрих Хонеккер поздравляет Эриха Мильке по случаю 30-летия Министерства государственной безопасности ГДР

В октябре 1949 года была образована Германская Демократическая Республика, и политическая карьера Эриха Хонеккера резко устремилась вверх. Как председатель ССНМ, он с 1950 года организовал три фестиваля молодёжи Германии в Берлине и спустя месяц после первого мероприятия был избран кандидатом в члены Политбюро ЦК СЕПГ. Хонеккер являлся ярым противником церковного движения среди молодёжи. После событий 17 июня 1953 года Хонеккер вместе с Германом Матерном открыто поддержал во внутрипартийной дискуссии сторону Вальтера Ульбрихта, в то время как большинство членов Политбюро с Рудольфом Гернштадтом во главе пытались добиться его отставки. 27 мая 1955 года Эрих Хонеккер передал свои полномочия лидера ССНМ Карлу Намокелю. В 1955—1957 годах Эрих Хонеккер находился на учёбе в Высшей партийной школе при ЦК КПСС в Москве, присутствовал на XX съезде КПСС и слушал доклад Н. С. Хрущёва, обличавший культ личности И. В. Сталина. По возвращении в ГДР Эрих Хонеккер в 1958 году был принят в члены Политбюро ЦК СЕПГ и отвечал за вопросы безопасности. В 1960 году Хонеккер вошёл в состав Национального совета обороны. Как секретарь по безопасности ЦК СЕПГ, Хонеккер стал одним из основных организаторов строительства Берлинской стены в августе 1961 года.

### Генеральный секретарь

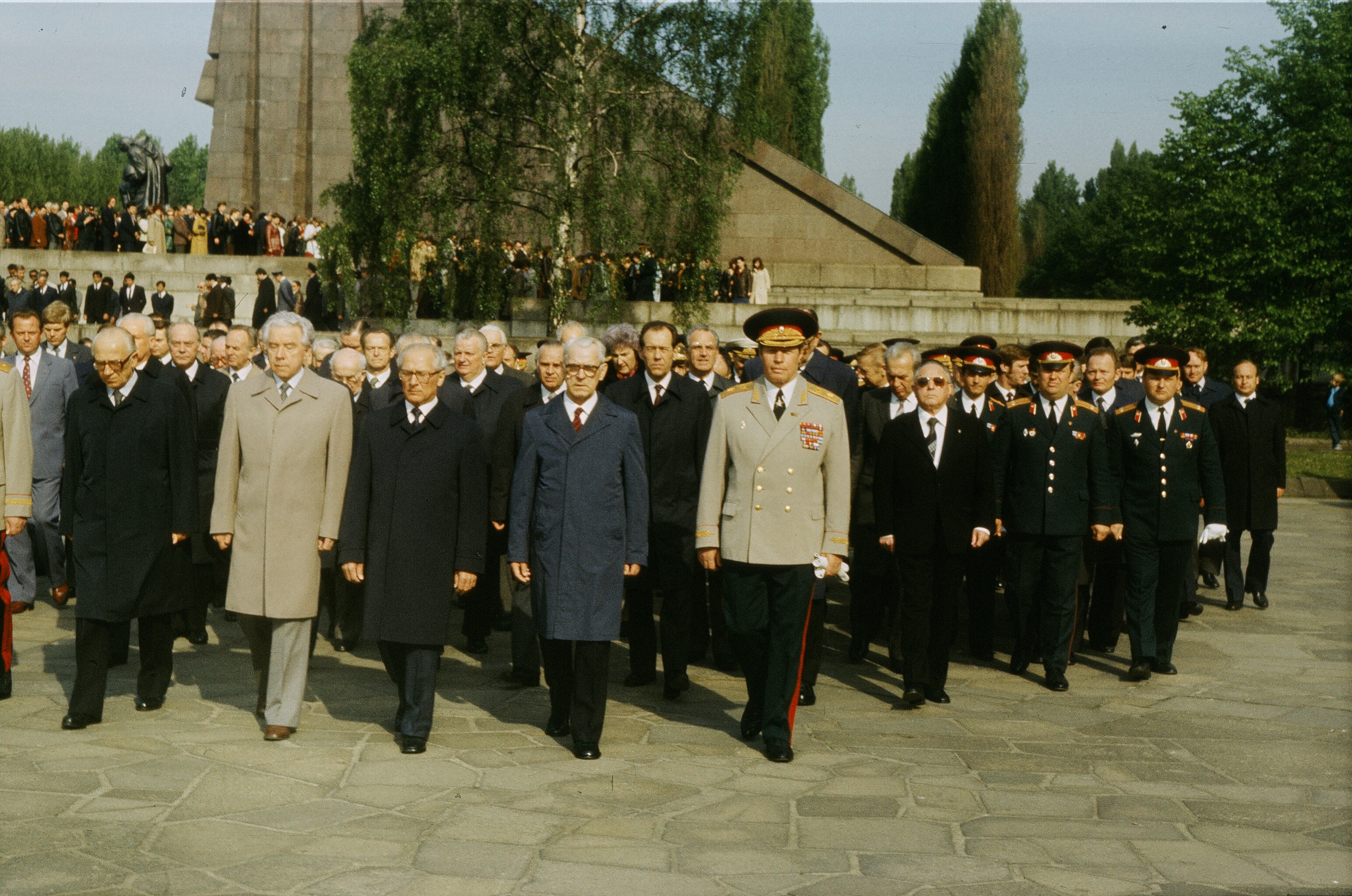
Эрих Хонеккер на возложении венков Воину-освободителю. Трептов-парк, 8 мая 1982

Если Вальтер Ульбрихт считал приоритетной экономическую политику в новой экономической системе планирования и руководства, то Эрих Хонеккер провозгласил главной задачей «единство экономической и социальной политики». Заручившись поддержкой советского руководства во главе с Л. И. Брежневым, Хонеккер вынудил Ульбрихта выйти в отставку и 3 мая 1971 года стал его преемником на посту первого секретаря (с 1976 года — генерального секретаря) ЦК СЕПГ. В смене власти большую роль сыграли экономические проблемы и недовольство работников производственных предприятий. В 1971 году Хонеккер сменил Ульбрихта также на посту председателя Национального совета обороны. В 1972 подписал Договор об основах отношений между ГДР и ФРГ. 29 октября 1976 года Народная палата ГДР избрала Хонеккера председателем Государственного совета ГДР. Вилли Штоф, который занимал эту должность с 1973 года, вернулся к своей прежней должности председателя Совета Министров ГДР. Эрих Хонеккер тем самым оказался на вершине власти в ГДР. С этого момента Хонеккер вместе с секретарём ЦК по экономическим вопросам Гюнтером Миттагом и министром государственной безопасности Эрихом Мильке принимал все ключевые решения. До 1989 года «малая стратегическая клика» в составе этих трёх человек стояла на вершине правящих кругов в ГДР, монополизировавшей власть элиты из 520 постепенно стареющих государственных и партийных чиновников. По оценке историка Мартина Заброва, Хонеккер, Миттаг и Мильке обрели «полноту власти, как ни один другой правитель в новейшей истории Германии, включая Людендорфа и Гитлера», в связи с чем Забров именует его «диктатором». Хонеккер всегда оперативно отвечал на обращения граждан, поэтому Забров по аналогии с просвещённым абсолютизмом называет его «верховным благодетелем своего государства».
Ближайшим соратником Хонеккера являлся секретарь ЦК СЕПГ по агитации и пропаганде Иоахим Герман. С ним Хонеккер проводил ежедневные совещания по вопросам работы партии со средствами массовой информации, на которых определялись макет выпуска Neues Deutschland и последовательность сообщений в новостной телевизионной программе Aktuelle Kamera. На плохие новости о состоянии экономики Хонеккер, например, отреагировал в 1978 году закрытием Института исследований общественного мнения. Большое значение Хонеккер также придавал сфере деятельности органов государственной безопасности и еженедельно после заседания Политбюро ЦК СЕПГ совещался с Эрихом Мильке.
Во время пребывания Хонеккера у власти был заключён Основополагающий договор с ФРГ, ГДР приняла участие в работе Совещания по безопасности и сотрудничеству в Европе и стала полноправным членом ООН. Эти дипломатические успехи считаются наиболее крупными внешнеполитическими достижениями Хонеккера.

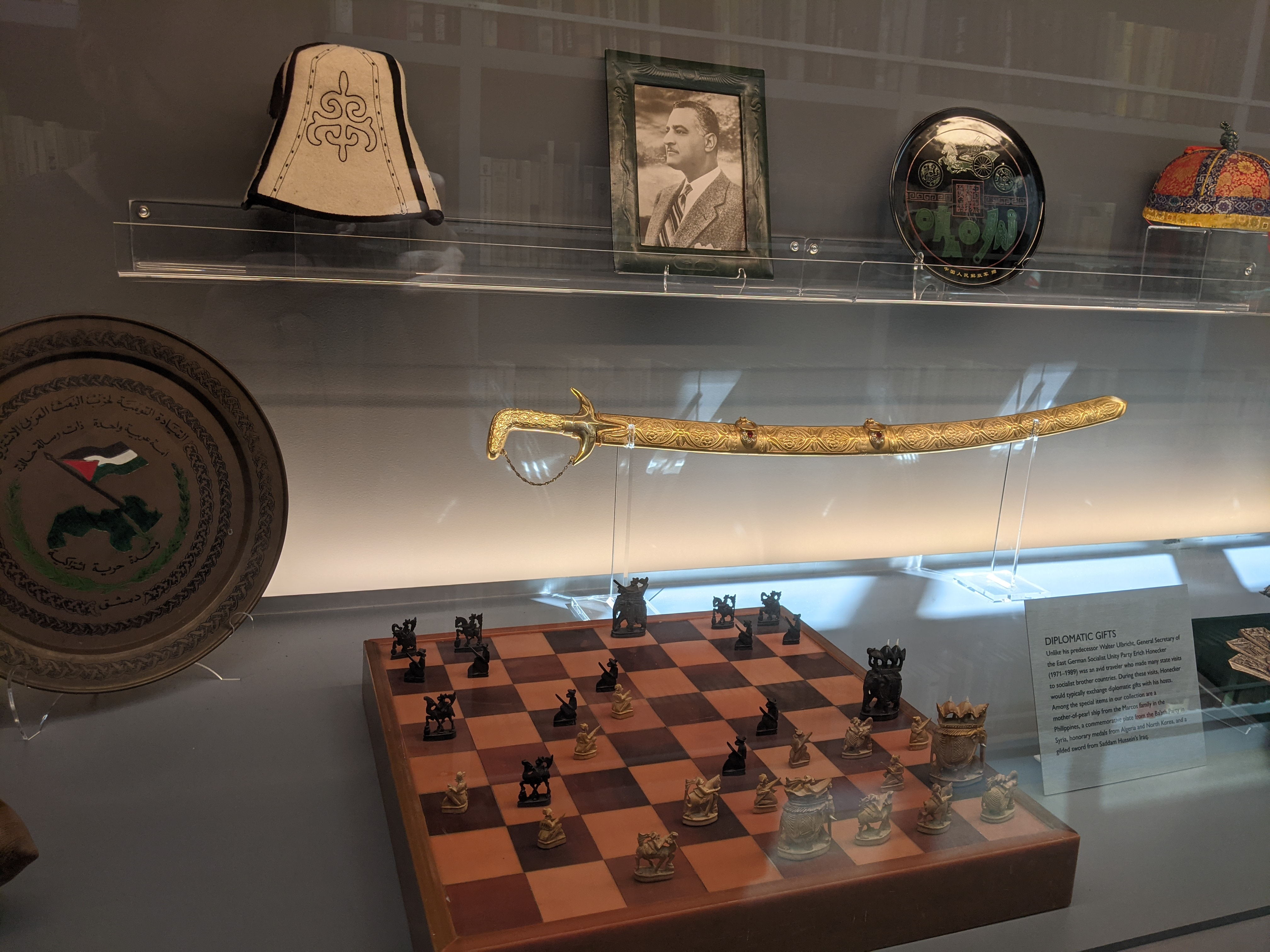
В отличие от Ульбрихта, Хонеккер много путешествовал за рубежом и имел много подарков от зарубежных лидеров — разнообразные сувениры, головные уборы, медали и золотую саблю от Саддама Хусейна, висевшую на стене в его рабочем кабинете

Во время визита в Японию в мае 1981 года Университет Нихон присвоил Хонеккеру звание почётного доктора. 31 декабря 1982 года гражданин ГДР Пауль Эслинг попытался протаранить кортеж автомобилей Хонеккера, что было представлено в западных СМИ как покушение на убийство. В 1985 году Международный олимпийский комитет наградил Эриха Хонеккера Олимпийским орденом в золоте.
Во внутриполитическом положении поначалу наметились тенденции к либерализации, прежде всего, в области культуры и искусства, которые в меньшей степени были обусловлены кадровыми переменами в руководстве, а скорее объяснялись пропагандистскими целями в рамках подготовки к проведению в ГДР X Всемирного фестиваля молодёжи и студентов. Спустя некоторое время был лишён гражданства критик режима Вольф Бирман, а министерство госбезопасности ГДР подавляло внутриполитические волнения. Хонеккер сделал ставку на оборудование внутригерманской границы автоматическими пружинными ружьями и беспощадное применение огнестрельного оружия при попытках несанкционированного перехода границы. В 1974 году Хонеккер заявил по этому поводу, что «товарищей, успешно применивших огнестрельное оружие, следует поощрять». В экономике Хонеккер следовал курсу на государственную собственность и централизацию. Сложная экономическая ситуация вынуждала для поддержания жизненных стандартов брать в ФРГ миллиардные кредиты.

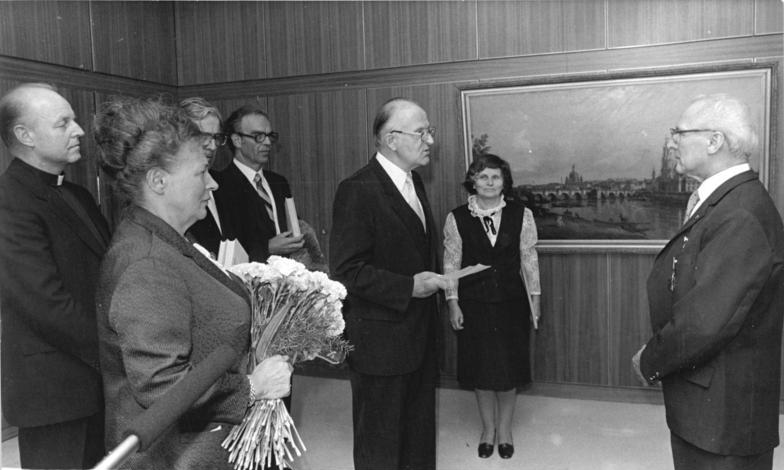
Епископ Вернер Круше поздравляет Эриха Хонеккера с 70-летием. 1982

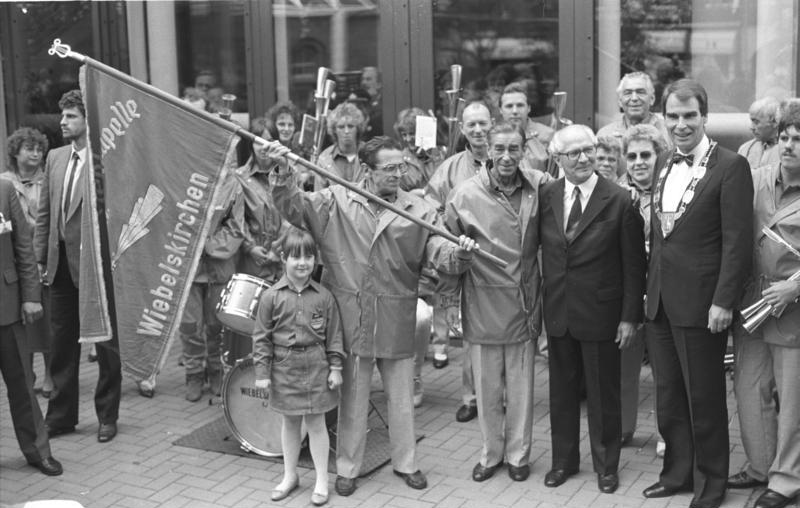
Председатель Госсовета ГДР Э. Хонеккер в родном Сааре. 1987

Несмотря на экономические проблемы в 1980-е годы международные позиции Хонеккера укреплялись, о чём свидетельствовал приём у федерального канцлера Гельмута Коля в Бонне во время государственного визита Хонеккера в Федеративную Республику Германии 7 сентября 1987 года. Во время своей поездки по ФРГ Эрих Хонеккер побывал в Дюссельдорфе, Вуппертале, Эссене, Трире, Баварии, а 10 сентября посетил родной город в Сааре, где произнёс эмоциональную речь о том, что наступит день, когда границы перестанут разделять людей в Германии. Эта поездка планировалась с 1983 года, но постоянно блокировалась советским руководством, не питавшим доверия к особым отношениям между двумя германскими государствами. В 1988 году Хонеккер побывал с государственным визитом в Париже. Его заветной мечтой, которой так и не было суждено осуществиться, был официальный визит в США. В этой связи в последние годы существования ГДР Хонеккер стремился улучшить отношения со Всемирным сионистским конгрессом, который мог бы ему помочь открыть дверь в США.
Указом Президиума Верховного Совета СССР от 25 августа 1982 года за личный вклад в дело борьбы с фашизмом в годы Второй мировой войны и в связи с 70-летием со дня рождения Эриху Хонеккеру было присвоено звание Героя Советского Союза с вручением ордена Ленина и медали «Золотая Звезда».

### Болезнь и отставка
На встрече руководства Организации Варшавского договора в Бухаресте 7-8 июля 1989 года в рамках Политико-консультационного комитета стран Совета экономической взаимопомощи СССР официально отказался от доктрины Брежнева об ограниченном суверенитете стран-участниц и провозгласил свободу выбора. Как указывалось в итоговом документе, взаимоотношения между странами впредь будут развиваться на основе равенства, независимости и права каждой отдельно взятой страны самостоятельно вырабатывать свой политический курс, стратегию и тактику без какого-либо вмешательства извне. Гарантии Советского Союза в отношении существования стран Варшавского договора тем самым были поставлены под сомнение. Хонеккер был вынужден прервать своё участие в совещании, вечером 7 июля 1989 года его с жёлчными коликами положили в румынскую правительственную клинику, позднее он вылетел в Берлин. После предварительной стабилизации состояния здоровья 16 и 18 августа 1989 года Хонеккеру были проведены операции по удалению воспалившегося жёлчного пузыря и на прободившейся части толстого кишечника. По данным уролога Петера Альтхауса, в ходе операции было обнаружено, но ввиду плохого состояния пациента не было удалено предположительно раковое образование в правой почке, о чём Хонеккеру не было сообщено. По другим данным, опухоль просто просмотрели. В последующее время до сентября 1989 года Хонеккер не исполнял свои должностные обязанности, его замещало Политбюро, информация к Хонеккеру поступала практически только через Гюнтера Миттага и Иоахима Германа. В августе 1989 года Хонеккер появился лишь на нескольких запланированных встречах. Так, 14 августа 1989 года по случаю сдачи первого рабочего образца 32-битного процессора на Эрфуртском комбинате микроэлектроники Хонеккер заявил: «Ни осёл, ни бык не могут остановить прогресс социализма».
Тем не менее, волна протестных демонстраций в городах ГДР нарастала, а количество «беглецов из Республики» через посольства ГДР в Чехословакии и Венгрии и границы «братских социалистических стран» постоянно увеличивалось и составляло несколько десятков тысяч человек в месяц. 19 августа 1989 года правительство ВНР открыло пропускной пункт на границе с Австрией близ Шопрона, а с 11 сентября 1989 года открыло границу с Австрией на всей её протяжённости. Десятки тысяч граждан ГДР выехали в ФРГ через Австрию. ЧССР заявила, что не в состоянии справиться с потоком беженцев из ГДР. 3 октября 1989 года ГДР фактически закрыла границы со своими восточными соседями, отменив безвизовый режим пересечения государственной границы с ЧССР, а на следующий день эта мера была применена в отношении транзитного сообщения через Болгарию и Румынию. ГДР оказалась изолированной железным занавесом не только от стран Запада, но и от большинства стран Восточного блока. Как следствие, граждане ГДР вышли на акции протеста и угрожали забастовками в пограничных районах с ЧССР.
Напряжённость в отношениях между Эрихом Хонеккером и генеральным секретарём ЦК КПСС М. С. Горбачёвым продолжалась уже в течение нескольких лет. Хонеккер считал горбачёвскую перестройку и сотрудничество СССР с Западом ошибкой, а себя — обманутым. Он пытался предотвратить публикацию и распространение официальной информации, поступавшей из СССР, в особенности, касательно перестройки. 6-7 октября 1989 года в ГДР состоялись праздничные мероприятия по случаю 40-й годовщины образования ГДР, присутствовавшего на них М. С. Горбачёва в ГДР приветствовали возгласами «Горби, Горби, помоги нам!». В конфиденциальной беседе, состоявшейся между двумя генеральными секретарями, Хонеккер рассказывал об успехах своей страны, но Горбачёв знал, что в действительности ГДР угрожало банкротство.
По итогам кризисного заседания Политбюро ЦК СЕПГ, состоявшегося 10-11 октября 1989 года, Хонеккеру было поручено до конца недели составить доклад о текущем положении дел, запланированный государственный визит в Данию был отменён, вопреки сопротивлению Хонеккера Эгону Кренцу удалось настоять на публикации официального сообщения. По инициативе Кренца в последующие дни проходили встречи, на которых зондировалась почва для отставки Хонеккера. Кренц заручился поддержкой армии и МГБ ГДР и организовал встречу между Горбачёвым и членом Политбюро Гарри Тишем, который в ходе своего визита в Москву накануне заседания Политбюро ЦК СЕПГ проинформировал Горбачёва о готовящемся смещении Хонеккера. Горбачёв пожелал ему удачи, что стало нужным сигналом для Кренца и людей в его окружении. Главный идеолог СЕПГ Курт Хагер также вылетел в Москву и 12 октября 1989 года обсуждал с Горбачёвым условия отставки Хонеккера.
Заседание Политбюро ЦК СЕПГ, запланированное на конец ноября 1989 года, было перенесено на конец недели, в повестку дня был включён пункт о составе Политбюро. Вечером 16 октября Кренц и Мильке по телефону пытались добиться поддержки по вопросу смещения Хонеккера у остальных членов Политбюро. В начале заседания Политбюро 17 октября 1989 года Хонеккер по установленному порядку спросил о наличии предложений по повестке дня. Вилли Штоф предложил первым пунктом повестки дня вопрос об освобождении товарища Хонеккера от полномочий генерального секретаря и избрании генеральным секретарём Эгона Кренца. После секундного замешательства Хонеккер открыл прения. Все присутствовавшие на заседании по очереди высказались, но никто не заступился за Хонеккера. Гюнтер Шабовски даже предложил снять Хонеккера с постов председателя в Государственном совете и Национальном совете обороны. От Хонеккера отвернулся даже его друг юности Гюнтер Миттаг. Альфред Нойман предложил также освободить от должностей Миттага и Иоахима Германа. Эрих Мильке обвинил Хонеккера во всех бедах, свалившихся на ГДР, и угрожал ему имевшейся у него компрометирующей информацией в случае, если Хонеккер не согласится уйти в отставку.
Единогласное решение Политбюро было принято спустя три часа. По установленному порядку Хонеккер проголосовал за свою собственную отставку. ЦК СЕПГ было предложено освободить от должностей Хонеккера, Миттага и Германа. На следующем заседании ЦК СЕПГ присутствовало 106 членов и кандидатов в ЦК СЕПГ, среди 16 отсутствовавших была и Маргот Хонеккер. ЦК СЕПГ выполнил рекомендацию Политбюро. Единственный голос против подала бывший ректор Высшей партийной школы имени Карла Маркса 81-летняя Ханна Вольф. В официальном заявлении говорилось, что ЦК СЕПГ выполнил просьбу Эриха Хонеккера об освобождении его от должности генерального секретаря, председателя Государственного совета ГДР и председателя Национального совета обороны ГДР по состоянию здоровья. Эгон Кренц был единогласно избран новым генеральным секретарём. 20 октября 1989 года в отставку со всех постов ушла Маргот Хонеккер.

### Уголовное преследование и выезд в Москву
В середине ноября 1989 года в Народной палате ГДР был сформирован комитет по расследованию случаев коррупции и злоупотребления должностными полномочиями. 1 декабря 1989 года председатель комитета выступил с докладом, в котором обвинил бывшее руководство СЕПГ в серьёзных злоупотреблениях властью в личных целях. С 1978 года Эрих Хонеккер получал ежегодно 20 тысяч марок через Архитектурную академию ГДР. Прокуратура ГДР начала следственные действия против 30 бывших руководителей СЕПГ высшего звена, из которых десять являлись членами Политбюро ЦК СЕПГ. Большинство подозреваемых оказались в заключении, 3 декабря 1989 года были арестованы соседи Хонеккера по Вандлицу Гюнтер Миттаг и Гарри Тиш, которым вменялось личное обогащение и хищение народного имущества. В тот же день Эриха Хонеккера исключили из состава ЦК СЕПГ. В 1992 году он вступил в новую Коммунистическую партию Германии, в которой состоял до своей смерти.
5 декабря 1989 года начались следственные действия в отношении Хонеккера, обвинявшегося в государственной измене, в злоупотреблениях политической и экономической властью в интересах личного обогащения и обогащения других лиц на посту председателя Государственного совета ГДР и Национального совета обороны ГДР и генерального секретаря ЦК СЕПГ. Следствие было поручено Ведомству по национальной безопасности ГДР, преемнику Министерства государственной безопасности ГДР, которое разработало план мероприятий в следственном процессе против Эриха Хонеккера. Затем дело Хонеккера вёл отдел по экономическим преступлениям генеральной прокуратуры ГДР. Во время обыска в доме Хонеккера у него была конфискована ценная коллекция служебного и охотничьего оружия, его личный банковский счёт на 218 тыс. марок ГДР был заблокирован (присвоение 75 миллионов марок оказалось мифом). Хонеккер назначил своими представителями Вольфганга Фогеля и Фридриха Вольффа. Народная палата ГДР приняла решение о переоборудовании лесного посёлка в Вандлице, где проживало руководство ГДР, в санаторий. О срочном выселении из дома в Вандлице Хонеккерам было сообщено 22 декабря 1989 года, и уже 3 января 1990 года они покинули свой дом.
После нового обследования врачебной комиссией 6 января 1990 года Хонеккер узнал из сообщения в новостной программе телевидения ГДР о том, что у него рак почки, в связи с чем он не может быть помещён под арест. 10 января 1990 года в клинике «Шарите» доктор Альхаус провёл Хонеккеру операцию по удалению раковой опухоли в почке. 29 января 1990 года Хонеккер был вновь арестован и помещён в следственный изолятор в берлинском Руммельсбурге, но уже 30 января был вновь отпущен на свободу по решению городского суда. У Хонеккеров в это время не было жилья.
Адвокат Фогель по поручению Хонеккера обратился за помощью в Евангелическую церковь Берлина-Бранденбурга. Пастор Уве Хольмер, руководивший монастырским лечебным учреждением в Лобетале, предложил чете Хонеккеров кров в своём пасторском доме, и в тот же день Альтхаус отвёз Хонеккеров туда. Уже на следующий день помощь пастора чете Хонеккеров вызвала возмущение общественности и привела к демонстрациям, на которых отмечалось, что именно Хонеккеры ущемляли в правах христиан, не вписывавшихся в рамки, установленные режимом СЕПГ. В марте 1990 года Хонеккеры выехали в дом отдыха в Линдове, но из-за политических протестов вынужденно вернулись в дом Хольмеров уже на следующий день. Позднее Хонеккеры перебрались в советский военный госпиталь в Белице. В ходе следующего обследования для определения состояния здоровья Хонеккера с целью установления возможности его нахождения в тюрьме врачи обнаружили у Хонеккера злокачественную опухоль в печени. 2 октября 1990 года, накануне объединения Германии, дело Хонеккера было передано Генеральной прокуратурой ГДР в Генеральную прокуратуру ФРГ. 30 ноября 1990 года участковый суд Тиргартена выдал новый ордер на арест Эриха Хонеккера, подозревавшегося в отдаче приказов о применении огнестрельного оружия на внутригерманской границе в 1961 году и утверждении приказа в 1974 году. Хонеккерa, находившегося под охраной в советском военном госпитале в Белице, не арестовали. 13 марта 1991 года супруги Хонеккеры вылетели на советском военном самолёте с аэродрома Шперенберг в Москву, где Эрих Хонеккер стал «личным гостем» президента М. С. Горбачёва.

### Экстрадиция в Германию
Ведомство федерального канцлера было проинформировано советскими дипломатами о предстоящем выезде Хонеккеров в Москву. Официально Федеральное правительство ограничилось протестом, ссылаясь на наличие ордера на арест и, соответственно, на нарушение Советским Союзом суверенитета ФРГ и норм международного права. На этот момент времени Договор об окончательном урегулировании в отношении Германии, закреплявший полный суверенитет Германии, ещё не был ратифицирован Верховным Советом СССР. Договор официально вступил в силу только 15 марта 1991 года после того, как он вместе с ратификационной грамотой был получен министром иностранных дел ФРГ. С этого момента давление на Москву по делу Хонеккера усилилось.
Отношения между Горбачёвым и Хонеккером ухудшались уже в течение нескольких предшествующих лет. СССР, как и другие страны Восточного блока, находился в процессе распада. Августовский путч ослабил позиции Горбачёва. Президент РСФСР Б. Н. Ельцин запретил КПСС, генеральным секретарём которой являлся М. С. Горбачёв (25 декабря 1991 года Горбачёв ушёл в отставку с поста президента СССР) и в декабре правительство РСФСР потребовало от Хонеккера в трёхдневный срок покинуть страну, пригрозив экстрадицией.
11 декабря 1991 года Хонеккеры укрылись в посольстве Чили в Москве. По воспоминаниям Маргот Хонеккер, убежище Хонеккерам также были готовы предоставить Северная Корея и Сирия, но Чили вызывала больше доверия: после военного путча 1973 года ГДР приютила у себя многих чилийцев, в том числе посла Клодомиро Альмейду, а дочь Хонеккеров Соня была замужем за чилийцем. В это время у власти в Чили находилась левобуржуазная коалиция, федеральное правительство ФРГ заявило, что если Россия и Чили хотят претендовать на звание правовых государств, то Хонеккер, в соответствии с ордером на арест, должен быть выдан в ФРГ.
Ультразвуковое обследование Хонеккера в феврале 1992 года показало очаговое поражение печени с метастазами. Данные этого обследования опровергла компьютерная томограмма, проведённая спустя три недели, в связи с чем распространились слухи о симулянтстве Хонеккера.
Министр юстиции России (Фёдоров Николай Васильевич) спустя три дня заявил для немецкого телевидения, что Хонеккер будет выдан в Германию сразу после того, как покинет посольство Чили. 7 марта 1992 года стало известно о том, что правительство Чили скорректировало свою позицию по делу Хонеккера, посол Альмейда был вызван для консультаций в Сантьяго, где были возмущены его попытками манипулирования информацией о смертельной болезни Хонеккера для того, чтобы добиться для него разрешения на въезд в Чили; Альмейда был снят с должности.
18 марта 1992 группа врачей из российского парламента провела акцию протеста и заявила о фальсификации результатов обследования Хонеккера в марте, но в глазах общественности для пожилого онкологического больного Хонеккер неплохо выглядел.
В июне 1992 президент Чили Патрисио Эйлвин заверил федерального канцлера Гельмута Коля в том, что Хонеккер покинет посольство Чили в Москве. Российская сторона также не видела оснований для отмены своего решения о возвращении Хонеккера в Германию, принятого в декабре 1991 года.
29 июля 1992 года Эрих Хонеккер вылетел в Берлин, где в аэропорту Тегель был арестован и препровождён в тюрьму Моабит. Маргот Хонеккер прямым рейсом «Аэрофлота» вылетела из Москвы в Чили, где её приняла дочь Соня.

### Уголовное преследование, выезд в Чили и смерть
29 июля 1992 года Хонеккер был помещён в больницу берлинской тюрьмы Моабит. 12 мая 1992 года против него было выдвинуто обвинение в преднамеренном убийстве в общей сложности 68 человек, совершённом в период с 1961 по 1989 годы на должности председателя Государственного совета ГДР и Национального совета обороны ГДР вместе с несколькими другими обвиняемыми, в частности, с Эрихом Мильке, Вилли Штофом, Хайнцем Кесслером, Фрицем Штрелецем и Гансом Альбрехтом. Эрих Хонеккер как председатель Национального совета обороны ГДР лично отдавал приказ об инженерно-техническом усовершенствовании пограничных сооружений вокруг Западного Берлина и заградительных сооружений на границе с ФРГ с целью предотвращения их перехода. 12 ноября 1992 года Хонеккеру было предъявлено обвинение в злоупотреблении доверием и нанесении ущерба социалистической собственности. Речь шла об элитном посёлке Вандлиц.
По мнению многих юристов исход ожидавшегося процесса оставался неопределённым ввиду того, что оставалось неясным, по какому законодательству выносить приговор бывшему главе уже не существующей ГДР. В своём заявлении в суде 3 декабря 1992 года Эрих Хонеккер признал за собой политическую ответственность за смерти у Берлинской стены и на внутригерманской границе, но не юридическую и не моральную вину. В отношении строительства Берлинской стены Хонеккер заявил о том, что в условиях ужесточившейся холодной войны руководство СЕПГ в 1961 году пришло к выводу о том, что иной возможности предотвратить начало Третьей Мировой войны, которая бы принесла миллионы жертв, не было, и напомнил об единогласной поддержке этого совместно принятого решения руководствами всех стран социалистического лагеря. Он также отметил чисто политические мотивы судебного процесса и предложил сравнить 49 жертв Берлинской стены, убийство которых ему вменялось, с числом жертв войны во Вьетнаме, которую вели США, или показателями самоубийств в западных странах. ГДР, по его мнению, доказала, что социализм возможен и может быть лучше капитализма. Критику за преследования, которым граждане ГДР подвергались со стороны МГБ ГДР, Хонеккер сравнил с журналистскими сенсациями и разоблачениями на Западе.
К этому времени Хонеккер уже был тяжело болен. Компьютерная томография, проведённая 4 августа 1992 года, подтвердила результаты ультразвукового обследования в Москве: в правой доле печени шёл объёмный процесс размером в пять сантиметров, который предположительно являлся метастазами от раковой опухоли почки, которая была удалена Хонеккеру в январе 1990 года в клинике Шарите. Адвокаты Хонеккера подали ходатайство о выделении и прекращении рассмотрения дела Хонеккера и его освобождении из-под ареста. Хонеккер страдал от неизлечимой болезни, которая приведёт его к смерти в результате отказа печени или метастазирования других органов. Хонеккеру оставалось жить не более двух лет, которые по оценкам мог продлиться судебный процесс. После нескольких отклонённых ходатайств и обращения Хонеккера в Конституционный суд Германии о защите его достоинства Суд земли Берлин прекратил производство в отношении Эриха Хонеккера 13 января 1993 года. Хонеккер был освобождён из заключения, продлившегося 169 дней, что вызвало протесты. Хонеккер сразу вылетел к семье в Сантьяго. 
29 мая 1994 года Хонеккер скончался в возрасте 81 года, и его тело было кремировано в крематории Центрального кладбища Сантьяго, урну, вероятно, забрала домой после траурной церемонии Маргот Хонеккер.

## Личная жизнь

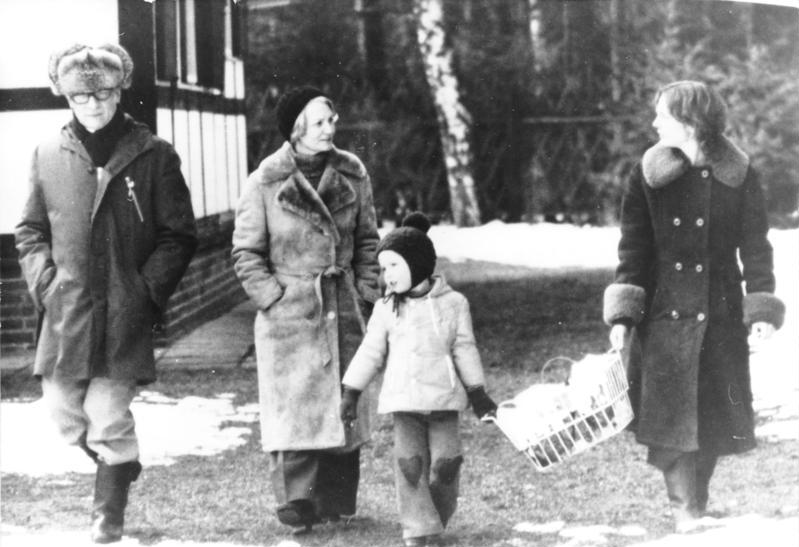
Семья Хонеккера в 1977 году

Эрих Хонеккер был женат трижды. После своего освобождения в 1945 году Хонеккер женился на надзирательнице женской тюрьмы Барнимштрассе Шарлотте Шануэль, урожденной Дрост (1903—1947), которая через два года после свадьбы умерла от опухоли головного мозга. Об этом браке стало известно уже много позже, после смерти самого Хонекера.
В 1947—1953 годах Хонеккер был женат на активистке ССНМ Эдит Бауман (1909—1973), с которой сблизился еще при жизни первой жены; у них родилась дочь Эрика (род. 1950, дочь Анке).
Возмущенная поведением мужа Эдит отправляла жалобы в руководство компартии ГДР — так, в сентябре 1950 года Бауманн написала непосредственно Вальтеру Ульбрихту, чтобы сообщить ему о внебрачных связях ее мужа в надежде, что он окажет влияние на Хонеккера. Но Хонеккер развёлся с Эдит Бауман в 1953 году, после того, как в декабре 1952 года у депутата Народной палаты ГДР Маргот Файст родилась их общая дочь Соня. В том же году Маргот стала третьей женой Эриха Хонеккера. В браке дочери Сони с Леонардо Яньесом Бетанкуром в 1974 году родился внук Эриха Хонеккера Роберто Яньес Бетанкур. Дочь Хонеккера Соня и Леонардо Яньес Бетанкур, которые развелись в 1993 году, сын Роберто и еще одна дочь Сони и Леонардо Яньеса Бетанкура — Вивиан (р. 1988) в настоящее время проживают в чилийской столице. Ещё одна дочь Сони — Мариана умерла в 1988 году в двухлетнем возрасте.
Маргот Хонеккер умерла 6 мая 2016 года.
Хонеккер был страстным охотником, он увлёкся охотой ещё в бытность председателем ССНМ, когда Клемент Готвальд подарил ему охотничье ружьё. С удовольствием охотился с Леонидом Брежневым.

## Награды
- Дважды Герой ГДР (1982, 1987)[37];
- Герой Труда ГДР (1962)[38];

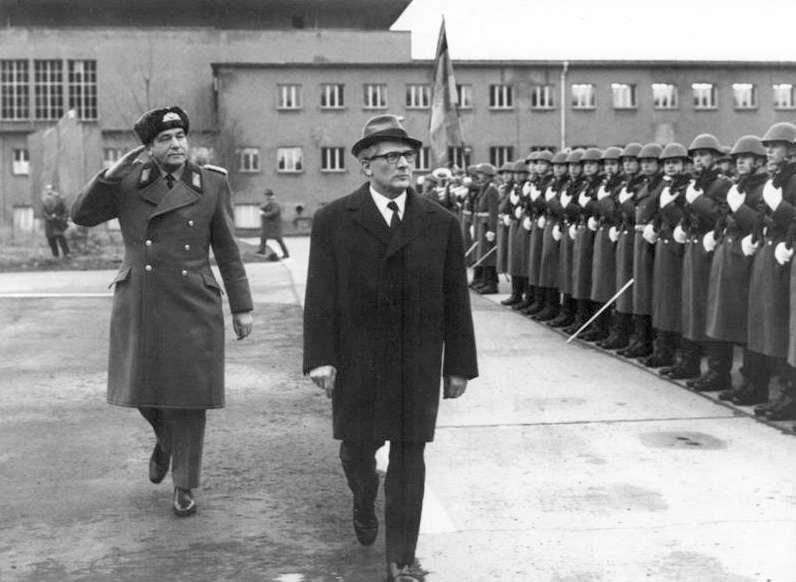
1972

- пять орденов Карла Маркса (1969, 1972, 1977, 1982, 1985);
- Герой Советского Союза (25.08.1982);
- три ордена Ленина (СССР, 1972, 1982, 1987);
- орден Октябрьской Революции (СССР, 24.08.1977);
- медаль «За укрепление боевого содружества» (СССР, 2.06.1980)[39];
- орден «Победа социализма» (Румыния, 1987)[40];
- почётный гражданин города Магнитогорска.
- Орден Югославской звезды[41]